# Swetscha
Swetscha (russisch Свеча) ist eine Siedlung städtischen Typs in der Oblast Kirow in Russland mit 4760 Einwohnern (Stand 14. Oktober 2010).

## Geographie
Der Ort liegt etwa 130 km Luftlinie westsüdwestlich des Oblastverwaltungszentrums Kirow am namensgebenden Fluss Swetscha, der über die Juma zur Pischma abfließt.
Swetscha ist Verwaltungszentrum des Rajons Swetschinski sowie Sitz der Stadtgemeinde Swetschinskoje gorodskoje posselenije. Zu dieser gehören außerdem 21 Dörfer und in der Umgebung, von nur denen eines – das unmittelbar westlich anschließende Samoulki – über 500 und sechs weitere über 100 Einwohner haben (Stand 2010).

## Geschichte
Der Ort entstand 1903 im Zusammenhang mit dem Bau der Eisenbahnstrecke Sankt Petersburg – Wologda – Wjatka, die später Teil der Transsibirischen Eisenbahn wurde. Die dort errichtete Station mit umliegender Siedlung erhielt ihren Namen nach dem Fluss.
Am 10. Juni 1929 wurde Swetscha Verwaltungssitz eines neu geschaffenen, nach ihm benannten Rajons. Seit 1945 besitzt der Ort den Status einer Siedlung städtischen Typs.

### Bevölkerungsentwicklung
| Jahr | Einwohner |
| ---- | --------- |
| 1939 | 1545      |
| 1959 | 4387      |
| 1970 | 4794      |
| 1979 | 5203      |
| 1989 | 5727      |
| 2002 | 5127      |
| 2010 | 4760      |

Anmerkung: Volkszählungsdaten

## Verkehr
Swetscha besitzt einen Bahnhof bei Kilometer 817 (ab Moskau) der auf diesem Abschnitt 1906 eröffneten und seit 1969 elektrifizierten Stammstrecke der Transsibirischen Eisenbahn. Dabei ist Swetscha die letzte zum Bereich der Sewernaja schelesnaja doroga (Nordeisenbahn) gehörige Station; östlich schließt sich das Netz der Gorkowskaja schelesnaja doroga (Gorkier Eisenbahn) an.
Südlich der Siedlung verläuft die der Bahnstrecke folgende Regionalstraße 33K-004, die vom 50 km östlich gelegenen Kotelnitsch kommend weiter über das westlich benachbarte Rajonzentrum Leninskoje zur gut 60 km entfernten Grenze der Oblast Kostroma führt, und dort weiter in Richtung Ponasyrewo – Scharja.